# Peter Ficker
Peter Ficker est un skipper brésilien né le 8 juin 1951 à São Paulo.

## Carrière
Peter Ficker obtient une médaille de bronze olympique de voile en classe Flying Dutchman aux Jeux olympiques d'été de 1976 de Montréal.